# Jacques Mahu
Pour les articles homonymes, voir Mahu (homonymie).
Jacques Mahu ou Jacques Mahue (  né et baptisé en 1561 à Saint Omer, mort le 23 septembre 1598 au large des côtes africaines), était un amiral au service de la flotte hollandaise, explorateur et le leader d'une expédition de cinq navires en Inde.
Qualifié de "marchand" et neveu du peintre Guillaume Mahue, il obtint le grade d'amiral et affréta l'un de ses vaisseaux.
La première expédition, qui a été organisée par Pieter van der Hagen et Johan van der Veeken, était composée d'une flotte de cinq navires et 500 hommes .
Les navires avec leurs capitaines étaient:
- L'Espérance, vaisseau amiral, commandé par le capitaine Jacques Mahu
- La Charité, commandé par la capitaine Simon de Cordes
- La Foi, commandé par le capitaine Gerrit van Beuningen
- La Loyauté, commandé par le capitaine Van Boekhout
- La Bonne Nouvelle, commandé par le capitaine Sebald de Weert

L'expédition est partie de Rotterdam le 27 juin 1598, mais a eu beaucoup de problèmes dès le départ. Beaucoup d'hommes sont morts malades au large des côtes d'Afrique, avec parmi eux Jacques Mahu. La direction de l'expédition a alors été reprise par Simon de Cordes.